# Samba (Angola)
Samba es un barrio perteneciente a la provincia de Luanda, en Angola.
Su término tiene una extensión superficial de 345,3 km² y una población aproximada de 54 000 habitantes.

## Geografía
Linda al sur y al oeste con el océano Atlántico, al norte con lo municipio de Quilamba Quiaxi, al este con Viana. 
Forma parte de este barrio la isla de Mussulo.

## Subdiviones
Forman parte de este barrio las subdiviones de Corimba, Futungo de Belas, Benfica e Mussulo.